# Ispanofilippino
Gli ispanofilippini sono un'etnia filippina multilingue composta da cittadini filippini di discendenza spagnola, che include ma non si limita ai meticci. Questi costituiscono la settima etnia più numerosa dello stato.

## Discendenza
I filippini discendenti da progenitori in parte non spagnoli (per esempio, austronesi o cinesi), e in parte spagnoli, sono generalmente indicati come "meticci spagnoli" (in tagalog: mestisong Kastila, Kastilaloy); questi comprendono la maggioranza della popolazione cosiddetta spagnola. Secondo una ricerca genetica, circa il 3,6% dei filippini discende dai colonizzatori spagnoli, messicani o statunitensi. Restando a questo dato, si può attribuire un 2% alla discendenza spagnolo/messicana.

## Distribuzione
La maggior parte dei "meticci spagnoli" abitanti nelle Filippine emigrò in Spagna, o in America Latina, o negli Stati Uniti, dopo la seconda guerra mondiale e durante la presidenza di Marcos. Oggigiorno gli ispanofilippini si possono incontrare nelle metropoli urbane di Metro Cebu e Metro Manila, nella penisola di Zamboanga (dove si parla la lingua zamboangueña, un tipo di creolo basato sul spagnolo), ad Iloilo, a Bacolod e a Davao.

## Lingua e cultura
Gli ispanofilippini parlano per lo più il filippino e le sue rispettive lingue regionali nelle conversazioni di tutti i giorni, mentre usano l'inglese nella sfera pubblica. Molti, in particolare tra i più anziani, hanno preservato lo spagnolo come lingua parlata nell'ambito domestico.
Molti ispanofilippini mantengono vive le tradizioni ereditate della Spagna o dall'America Latina, al di là di quelli che possono essere i costumi presenti nelle rispettive regioni delle Filippine.

## Stato socioeconomico
Attualmente gli ispanofilippini appartengono in larga maggioranza ai ceti medio ed elevato e si mescolano raramente con chi non sia della loro etnia. Molti sono anche in politica o occupano posti dirigenziali nel commercio, nell'industria, nello spettacolo o nello sport. 